# Paghaghbyur
Paghaghbyur (in armeno Պաղաղբյուր?) è un comune di 133 abitanti (2001) della Provincia di Lori in Armenia.